# Rohovec (přírodní památka)
Rohovec je přírodní památka poblíž obce Návsí v okrese Frýdek-Místek. Oblast spravuje Agentura ochrany přírody a krajiny ČR. Důvodem ochrany je biotop lesních mravenců.